# 本傳寺 (大阪市)
本傳寺（ほんでんじ）は、大阪府大阪市北区兎我野町にある日蓮宗の寺院。山号は高照山。旧本山は大本山本圀寺(六条門流)、親師法縁。
新撰組有縁の谷三兄弟（新撰組槍術指南役や第7番隊隊長を務めた谷三十郎、大坂屯所の長を務めた谷萬太郎、新撰組局長・近藤勇の養子となった近藤周平こと谷昌武）の墓や華道の未生流の流祖大空院殿法眼未生翁大居士の墓がある。

## 歴史
豊臣政権時代の文禄年間（1592年‐1596年） 究境院日禛（大本山京都本圀寺16世）の弟子の佛乘院日政が現在地に創建した。江戸時代には日威（3世）の代の元禄年間（1688年‐1704年）と日専（13世）の代の文化年間（1804年‐1818年）と日道（16世）の代の天保年間（1830年‐1844年）にそれぞれ本堂が再建された。いずれも火災による焼失とみられる。
太平洋戦争中の1945年（昭和20年）に大阪大空襲による無差別爆撃で経蔵を残し全焼した。1995年（平成7年）の阪神・淡路大震災でも大きな被害を受けた。

## 交通
- Osaka Metro谷町線「東梅田駅」より徒歩で約5分。